# カンピオナート・カリオカ
カンピオナート・カリオカ（Campeonato Carioca）は、ブラジル・リオデジャネイロ州のサッカーリーグである。リオデジャネイロ州サッカー連盟 (Federação de Futebol do Estado do Rio de Janeiro, FERJ) が主催する。日本ではリオデジャネイロ州選手権の名称で紹介されることが多い。
初開催は1906年で州選手権の中ではカンピオナート・パウリスタ（サンパウロ州）、カンピオナート・バイアーノ（バイーア州）に次ぎ3番目に古く、ボタフォゴ、フラメンゴ、フルミネンセ、ヴァスコ・ダ・ガマ、アメリカ、サンクリストヴァンの6クラブでスタートした。
開催当初はアマチュアリーグで、1933年と34年はプロ・アマ並行開催、1935年からプロリーグに完全移行した。
ボタフォゴ、フラメンゴ、フルミネンセ、ヴァスコ・ダ・ガマは"ビッグ4"と呼ばる全国屈指の強豪クラブであり、同じく強豪ひしめくサンパウロ州と並んで州を越えた人気を誇る。特にフラメンゴとフルミネンセの対戦は「ナショナルダービー」と称され大変な盛り上がりを見せる。
20世紀まではフルミネンセが最多優勝を誇り（28回）、「世紀の王者」と呼ばれた。現在の最多優勝クラブはフラメンゴである（37回）。

## 大会方式
大会はタッサ・グアナバラ (Taça Guanabara) 、タッサ・リオ (Taça Rio) 、決勝の3つのステージに分かれている。
タッサ・グアナバラは大会第1ステージで2つのグループに分かれて対戦する。"ビッグ4"は必ず2つのグループに分けられる。各グループで1回総当たり戦を行い、準決勝でそれぞれの第1位がもう一方の2位のチームと対戦する。そして勝ち残った2チームが決勝戦を行う。
タッサ・リオは大会第2ステージで、第1ステージと同じグループに分かれるが、グループ内ではなくもう一方のグループと1回総当たり戦を行う。 準決勝でそれぞれの第1位がもう一方の2位のチームと対戦する。そして勝ち残った2チームが決勝戦を行う。
タッサ・グアナバラとタッサ・リオの優勝チームはホームアンドアウェーで2回対戦し、その勝者がカンピオナート・カリオカ優勝となる。タッサ・グアナバラとタッサ・リオの優勝チームが同じ場合、決勝戦は開催されずそのチームが自動的にカンピオナート・カリオカ優勝となる

## 参加クラブ
2020年シーズン セリエA
- フラメンゴ
- ヴァスコ・ダ・ガマ
- バングー
- フルミネンセ
- ヴォルタ・レドンダ
- カボフリエンセ
- ボアヴィスタ-RJ
- ボタフォゴ
- レゼンデ
- マドゥレイラ
- アメリカーノ
- ポルトゥゲーザ-RJ
- ノヴァ・イグアス
- マカエ
- フリブルゲンセ
- アメリカ-RJ

## 歴代優勝クラブ
- 1906 フルミネンセ
- 1907 ボタフォゴ / フルミネンセ
- 1908 フルミネンセ
- 1909 フルミネンセ
- 1910 ボタフォゴ
- 1911 フルミネンセ
- 1912 パイサンドゥ（ポルトガル語版） / ボタフォゴ
- 1913 アメリカ
- 1914 フラメンゴ
- 1915 フラメンゴ
- 1916 アメリカ
- 1917 フルミネンセ
- 1918 フルミネンセ
- 1919 フルミネンセ
- 1920 フラメンゴ
- 1921 フラメンゴ
- 1922 アメリカ
- 1923 ヴァスコ・ダ・ガマ
- 1924 フルミネンセ / ヴァスコ・ダ・ガマ
- 1925 フラメンゴ
- 1926 サンクリストヴァン
- 1927 フラメンゴ
- 1928 アメリカ
- 1929 ヴァスコ・ダ・ガマ
- 1930 ボタフォゴ
- 1931 アメリカ
- 1932 ボタフォゴ
- 1933 ボタフォゴ (アマ) / バングー (プロ)
- 1934 ボタフォゴ (アマ) / ヴァスコ・ダ・ガマ (プロ)
- 1935 ボタフォゴ / アメリカ
- 1936 ヴァスコ・ダ・ガマ / フルミネンセ

- 1937 フルミネンセ
- 1938 フルミネンセ
- 1939 フラメンゴ
- 1940 フルミネンセ
- 1941 フルミネンセ
- 1942 フラメンゴ
- 1943 フラメンゴ
- 1944 フラメンゴ
- 1945 ヴァスコ・ダ・ガマ
- 1946 フルミネンセ
- 1947 ヴァスコ・ダ・ガマ
- 1948 ボタフォゴ
- 1949 ヴァスコ・ダ・ガマ
- 1950 ヴァスコ・ダ・ガマ
- 1951 フルミネンセ
- 1952 ヴァスコ・ダ・ガマ
- 1953 フラメンゴ
- 1954 フラメンゴ
- 1955 フラメンゴ
- 1956 ヴァスコ・ダ・ガマ
- 1957 ボタフォゴ
- 1958 ヴァスコ・ダ・ガマ
- 1959 フルミネンセ
- 1960 アメリカ
- 1961 ボタフォゴ
- 1962 ボタフォゴ
- 1963 フラメンゴ
- 1964 フルミネンセ
- 1965 フラメンゴ
- 1966 バングー
- 1967 ボタフォゴ

- 1968 ボタフォゴ
- 1969 フルミネンセ
- 1970 ヴァスコ・ダ・ガマ
- 1971 フルミネンセ
- 1972 フラメンゴ
- 1973 フルミネンセ
- 1974 フラメンゴ
- 1975 フルミネンセ
- 1976 フルミネンセ
- 1977 ヴァスコ・ダ・ガマ
- 1978 フラメンゴ
- 1979 フラメンゴ
- 1980 フルミネンセ
- 1981 フラメンゴ
- 1982 ヴァスコ・ダ・ガマ
- 1983 フルミネンセ
- 1984 フルミネンセ
- 1985 フルミネンセ
- 1986 フラメンゴ
- 1987 ヴァスコ・ダ・ガマ
- 1988 ヴァスコ・ダ・ガマ
- 1989 ボタフォゴ
- 1990 ボタフォゴ
- 1991 フラメンゴ
- 1992 ヴァスコ・ダ・ガマ
- 1993 ヴァスコ・ダ・ガマ
- 1994 ヴァスコ・ダ・ガマ
- 1995 フルミネンセ
- 1996 フラメンゴ
- 1997 ボタフォゴ
- 1998 ヴァスコ・ダ・ガマ

- 1999 フラメンゴ
- 2000 フラメンゴ
- 2001 フラメンゴ
- 2002 フルミネンセ
- 2003 ヴァスコ・ダ・ガマ
- 2004 フラメンゴ
- 2005 フルミネンセ
- 2006 ボタフォゴ
- 2007 フラメンゴ
- 2008 フラメンゴ
- 2009 フラメンゴ
- 2010 ボタフォゴ
- 2011 フラメンゴ
- 2012 フルミネンセ
- 2013 ボタフォゴ
- 2014 フラメンゴ
- 2015 ヴァスコ・ダ・ガマ
- 2016 ヴァスコ・ダ・ガマ
- 2017 フラメンゴ
- 2018 ボタフォゴ
- 2019 フラメンゴ
- 2020 フラメンゴ
- 2021 フラメンゴ

## クラブ別優勝回数
| クラブ             | 優勝 | 優勝年 |
| ------------------ | ---- | --- |
| フラメンゴ         | 37   | 1914, 1915, 1920, 1921, 1925, 1927, 1939, 1942, 1943, 1944, 1953, 1954, 1955, 1963, 1965, 1972, 1974, 1978, 1979, 1979, 1981, 1986, 1991, 1996, 1999, 2000, 2001, 2004, 2007, 2008, 2009, 2011, 2014, 2017, 2019, 2020, 2021 |
| フルミネンセ       | 31   | 1906, 1907, 1908, 1909, 1911, 1917, 1918, 1919, 1924, 1936, 1937, 1938, 1940, 1941, 1946, 1951, 1959, 1964, 1969, 1971, 1973, 1975, 1976, 1980, 1983, 1984, 1985, 1995, 2002, 2005, 2012                                     |
| ヴァスコ・ダ・ガマ | 24   | 1923, 1924, 1929, 1934, 1936, 1945, 1947, 1949, 1950, 1952, 1956, 1958, 1970, 1977, 1982, 1987, 1988, 1992, 1993, 1994, 1998, 2003, 2015, 2016                                                                               |
| ボタフォゴ         | 21   | 1907, 1910, 1912, 1930, 1932, 1933, 1934, 1935, 1948, 1957, 1961, 1962, 1967, 1968, 1989, 1990, 1997, 2006, 2010, 2013, 2018                                                                                                 |
| アメリカ           | 7    | 1913, 1916, 1922, 1928, 1931, 1935, 1960 |
| バングー           | 2    | 1933, 1966 |
| パイサンドゥ       | 1    | 1912 |
| サンクリストヴァン | 1    | 1926 |